# Minami Takayama
Minami Takayama (高山 みなみ Takayama Minami?), cuyo nombre real es Izumi Arai (新井 泉 Arai Izumi?), es una famosa seiyū en Japón y es a su vez vocalista de los TWO-MIX, grupo de J-Pop formado en 1995 junto a Shiina Nagano.
Minami nació el 5 de mayo de 1964 en Tokio. Mide 1,56 y su grupo de sangre es B. Trabaja para 81 Produce.
Takayama es conocida por sus papeles en Majo no Takkyūbin como Kiki y Ursula, en Ranma ½ como Nabiki Tendo, en Moomin como Moomin, en Yaiba como Yaiba Kurogane, en Shaman King como Hao Asakura, en Nintama Rantarō como Rantarō Inadera, en la serie Danganronpa como Hajime Hinata e Izuru Kamukura, en Fullmetal Alchemist: Brotherhood como Envy y en Detective Conan como Conan Edogawa.
El 5 de mayo de 2005, se casó con el mangaka Gōshō Aoyama, el creador de la serie Detective Conan, donde en la versión animada Minami da voz a su protagonista, Edogawa Conan, pero en diciembre de 2007 se divorciaron.

## Carrera
Desde temprana edad, Takayama estudió ballet, danza japonesa y música vocal. Cuando era niña, su sentido de la justicia era tan fuerte que estaba escrito en su boleta de calificaciones. Quería convertirse en oficial de policía, para lo cual pensó que era adecuada, y pensó que la ventriloquia sería necesaria para ser una guía de seguridad vial, por lo que se unió a Himawari Theatre Group en 1978 cuando estaba en tercer año. secundaria y permaneció allí durante cuatro años. En realidad, sin embargo, los padres de Takayama querían que ella ingresara a la industria del entretenimiento, y ella sintió que la estaban obligando a seguir los rieles establecidos para ella, y la ventriloquia era solo una razón para que estudiara actuación, no algo por lo que vino. Cuando estaba en la escuela secundaria, ganó un concurso de disc jockey de radio y pensó en convertirse en DJ debido a su amor por la radio y su fascinación por las bromas libres y el trabajo de voz.
Después de graduarse de la escuela secundaria Adachi Nishi en Tokio, sin saber cómo convertirse en DJ, Takayama se inscribió en el departamento de teatro de Nihon Kogakuin College para continuar su carrera como actriz, pero se preocupó por su futuro y abandonó para dejar de actuar. en total. En un momento, estaba trabajando en una oficina, pero cuando alguien elogió su voz, decidió convertirse en actriz de voz a la edad de 22 años. En 1985, se unió a la división de actuación de voz de Sun House Music, pero después de eso conoció a un manager que le preguntó si quería trabajar como actriz de voz y se unió a 81 Produce, donde le dijeron que si no progresaba en dos de sus tres años como novata, debería darse por vencida. Decidió tratar de dar frutos en un año.
Inicialmente, Takayama audicionó para el papel de la heroína, pero a pesar de que trató de leer las líneas de una manera linda, diferentes directores de sonido le dijeron que "siera más como una niña". Después de fallar tres veces seguidas, consultó con su gerente y decidió hacer una audición para el papel de un niño, pensando que la heroína podría no ser adecuada para ella. Hizo su debut en 1987 como estudiante en el Campus Special Investigator Hikaruon. Después de eso, comenzó a obtener papeles de niños y obtuvo su primer papel protagónico como Youichi Ajiyoshi en Mister Ajikko por tercera vez.
En 1989, fue elegida para interpretar tanto a Kiki como a Ursula en la película animada Majo no Takkyūbin, y la película fue un éxito. Trató de rechazar el papel porque se decidió con poca anticipación y ella era demasiado nueva para asumir la responsabilidad, pero Hayao Miyazaki le dijo que no se preocupara porque él asumiría la responsabilidad. A pesar de esto, hubo un momento en que el único papel regular que interpretó fue Nabiki Tendo en la serie Ranma ½, lo que la deprimió, pero se recompuso y comenzó a trabajar a tiempo parcial en su vecindario. En la década de 1990, comenzó a interpretar a los personajes principales y principales en muchas obras, principalmente niños, como en Moomin (como Moomin ), Magical Taluluto (como Honmaru Edojō) y Yaiba (como Yaiba), y su popularidad se estableció firmemente. En particular, sus papeles principales como Rantarō Inadera en Nintama Rantarō y Conan Edogawa en Detective Conan han durado más de 20 años desde que se emitieron por primera vez en 1993 y 1996, respectivamente, y la voz de Takayama ha sido reconocida por una amplia gama de generaciones. En 2005, fue elegida para interpretar a la madre de Suneo en el anime renovado de Doraemon, en 2007 prestó su voz a Kitarō en la quinta serie de GeGeGe no Kitarō y en 2010 prestó su voz a Taiki Kudō en Digimon Xros Wars.
Takayama también está activa en la música como ES CONNEXION, Two-Mix, Miru Takayama con TWO-MIX y M TWO-MinaMiru-, una unidad con su prima Miru Takayama. Ha cantado los temas musicales de Mobile Suit Gundam Wing y también ha compuesto música. En el episodio 81 de Detective Conan (transmitido el 17 de noviembre de 1997), apareció como un personaje con Shiina Nagano como TWO-MIX, y también cantó el tema de apertura del anime. Además, en 2005, trajo a Joe Rinoie para trabajar en el tema principal del anime Engage Planet Kiss Dum en 2007 como la unidad II MIX⊿DELTA.
En 2011, Takayama ganó el premio Synergy Award en la 5° edición de los Seiyū Awards. El 9 de enero de 2017, fue elegida séptima en el especial de 3 horas de TV Asahi que votó a 20 actores de doblaje populares.
Durante el discurso de apertura de Detective Conan: Quarter of Silence, un terremoto de magnitud 4 sacudió el escenario. Takayama tomó una decisión rápida y dijo con la voz de Conan: "¡Cálmense, terremotos! No se preocupen, Conan está aquí". para calmar a los niños.

## Roles en TV
Entre sus papeles, cabe destacar:
- Adama (Bubble Gum Crash)
- Yoichi Ajiyoshi (Mr. Ajikko)
- Alice (Touch Movie 5)
- Anita (D.Gray Man)
- Anissina von Karbelnikoff (Kyo Kara Maoh!)
- Asaoka Mei (City Hunter)
- Dilandau Albatou, Príncipe Cid, Celena Schezar (The Vision of Escaflowne)
- DORUmon (Digital Monster X-Evolution)
- Edogawa Conan, Takayama Minami, Nakamori Aoko (Detective Conan)
- Edojou Honmaru (Magical Taruruuto-kun)
- Danganronpa 3: The End of Hope's Peak High School - Despair Arc (Hajime Hinata)
- Hamu (One Piece)
- Hao Asakura (Shaman King)
- Inuzaka Keno (Hakkenden)
- Irene (Claymore)
- Okei (Crayon Shin-chan)
- Kati Mannequin (Mobile Suit Gundam 00)
- Kobayashi Shintarou (Hime-chan no Ribbon)
- Kitarō (GeGeGe no Kitaro (2007))
- Kei Kuruma (Project ARMS)
- Kurogane Yaiba (Yaiba)
- Madre de Suneo (Doraemon (2005))
- Mana (Mermaid's Forest TV)
- Manabu-kun (Tomodachi Game)
- Megumi Yokota (Megumi)
- Mukuro (Yū Yū Hakusho)
- Mushra (Shinzo)
- Nora Polyansky (Macross Zero)
- Rikudou Yama (Demon Hunter)
- Shiris (Record of Lodoss War)
- Tendō Nabiki (Ranma ½)
- Nanjou Kisara (Shijō Saikyō no Deshi Ken'ichi)
- Envy (Fullmetal Alchemist Brotherhood)
- Taiki Kudou (Digimon Xros Wars)
- Yohko (Soreyuke! Uchuu Senkan Yamamoto Yohko)
- Dark Pretty Cure (HeartCatch PreCure!)
- Kanade Amou (Senki Zesshō Symphogear)
- Mia (.hack)
- Hiroshi, Luke (Pokémon)
- Ascot (Magic Knight Rayearth)
- Mion (Monkey Typhoon)
- Mithos (Tales of Symphonia)
- Child Emperor (One Punch-Man)
- Profesora Nelson (Little Witch Academia)
- Rantarō Inadera (Nintama Rantarō)
- Sachiko Fujinuma (Boku Dake ga Inai Machi)
- Train Heartnet (Black Cat)
- Light Oozora (Zombie Land Saga)
- Danganronpa 3: The End of Hope's Peak High School - Despair Arc (Hajime Hinata)

## Roles en videojuegos
- Danganronpa 2: Goodbye Despair (Hajime Hinata/Izuru Kamukura)
- Dissidia Final Fantasy Opera Omnia (Eald'Narche)
- Granblue Fantasy (Sarasa, Theo)
- Honkai Impact 3rd (Fu Hua)
- Mega Man X7 (Axl)
- Mega Man X8 (Axl)
- Mega Man X: Command Mission (Axl)
- Virtua Fighter (Pai Chan)

## Roles en cine
- Kiki y Úrsula en la película Majo no Takkyūbin (1989).
- Young Rowdy en Slayers: The Motion Picture (1995).
- La Mamá de Suneo en la película Doraemon y el pequeño dinosaurio (2006).
- Conan Edogawa en la película Lupin the 3rd vs. Detective Conan (2009).
- Shin'ichi Kudō en la película Detective Conan: El Puño de Zafiro Azul (2019).

## Roles de doblaje
- An American Tail: The Treasure of Manhattan Island (Cholena)
- Boy Meets World (Shawn Hunter)
- The Land Before Time (Littlefoot)
- The Simpsons (Adil Hoxha)